# ラロトンガ島

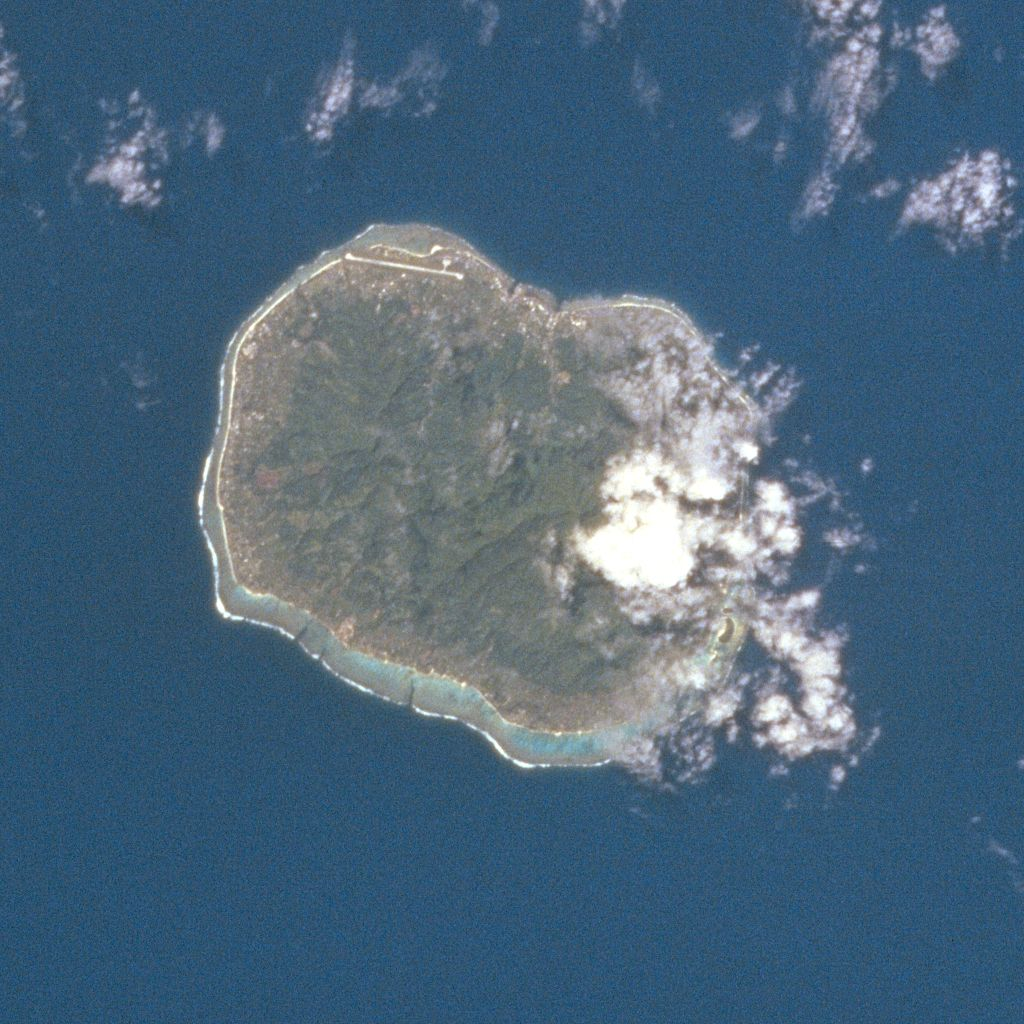
1994年に撮影された衛星写真

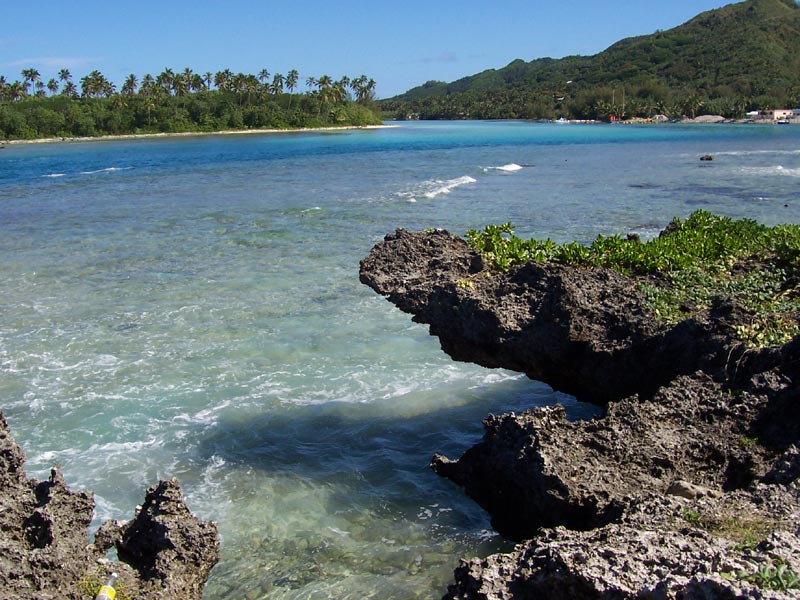
ラロトンガ島の浜辺

ラロトンガ島（ラロトンガとう、Rarotonga Island）は、南太平洋の国クック諸島の主島。
周囲約30kmのほぼ円形で、面積67km2の火山島で最高地点のテ・マンガ山(652m)を始めとする山々がある。クック諸島の首都でもあるアバルアが島の北部の海岸にあり、ラロトンガ国際空港もある。19世紀に存在したラロトンガ王国の国名はこの島にちなんでおり、アバルアに首都を置いていた。
1985年8月6日、アバルアで開かれた第16回南太平洋フォーラム総会（2000年10月までの呼称、以後は太平洋諸島フォーラム）で、南太平洋非核地帯条約「ラロトンガ条約」が調印された。
1983年公開の映画『戦場のメリークリスマス』の撮影地として知られる。
南東部にあるムリビーチ（Muri Beach）は、遠浅のラグーンでシュノーケルでも楽しめる美しいビーチとして紹介されている。